# 天鷹座FF
天鷹座FF，又名BD+17 3799，HD 176155、SAO 104296、HR 7165，是天鷹座的一颗恒星，视星等为5.38，位于銀經49.21，銀緯6.36，其B1900.0坐标为赤經18h 53m 47.7s，赤緯+17° 6.36′ 35″。